# Rossvoll
Rossvoll est une localité du comté de Troms, en Norvège.

## Géographie
Administrativement, Rossvoll fait partie de la kommune de Målselv.